# Collabieae
Collabieae es una tribu de orquídeas de la subfamilia Epidendroideae, familia Orchidaceae. 

## Descripción
Son pequeñas plantas verdes en su mayoría, con un tallo engrosado o pseudobulbo. Tienen un estambre curvado con dos duras polinias.

## Taxonomía
Originalmente, Collabieae es una tribu pequeña con sólo 3 o 4 géneros, pero recientes los análisis de ADN han demostrado que una serie de géneros de la tribu Arethuseae, pertenecen a este grupo. A veces, este se divide en dos subtribus, Collabiinae y Phaiinae. Una investigación adicional permitirá descubrir si esto es cierto y que pertenecen a ese grupo.

## Géneros
- - Acanthephippium Blume (← Arethuseae)
  - Ancistrochilus (Rolfe, 1897 (← Arethuseae)
  - Calanthe R.Br. (← Arethuseae)
  - Cephalantheropsis Guillaumin (← Arethuseae)
  - Chrysoglossum Blume
  - Collabium Blume
  - Diglyphosa Blume, 1825
  - Eriodes Rolfe (← Arethuseae)
  - Gastrorchis Schltr.
  - Hancockia Gosse, 1877 (← Arethuseae)
  - Ipsea Lindl. (← Arethuseae)
  - Nephelaphyllum Blume, 1825 (← Arethuseae)
  - Pachystoma Blume (← Arethuseae)
  - Phaius Lour. (← Arethuseae)
  - Pilophyllum Schltr. (← Arethuseae)
  - Plocoglottis Blume (← Arethuseae)
  - Spathoglottis Blume (← Arethuseae)
  - Tainia Blume (← Arethuseae)